# Val di Cecina
La Val di Cecina è la valle del fiume Cecina, in Toscana.

## Geografia

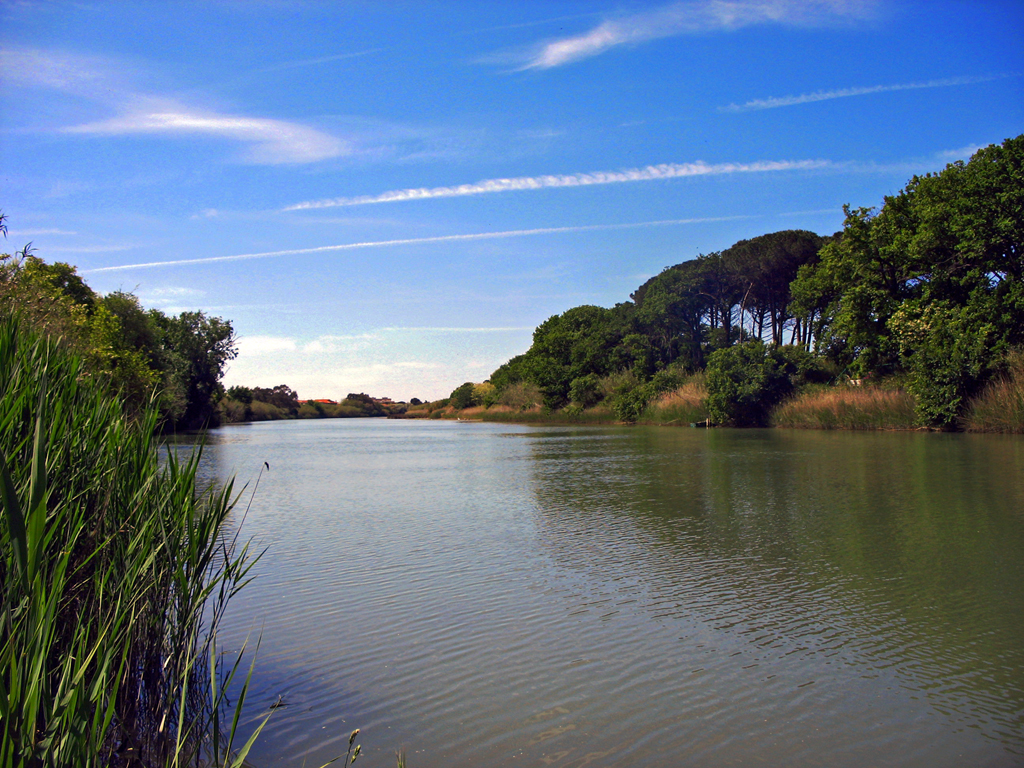
Il fiume Cecina nei pressi della sua foce

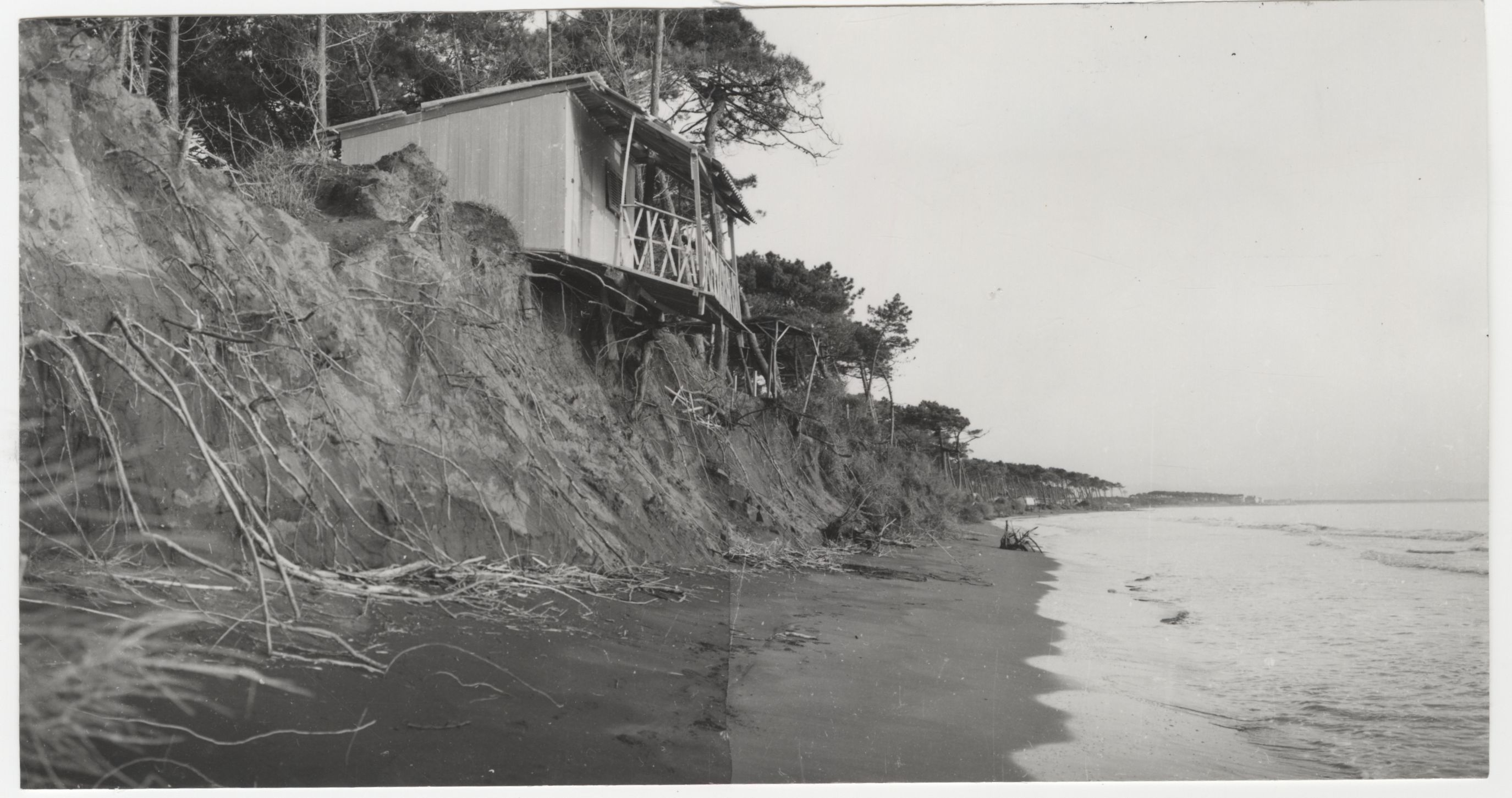
Erosione nella foce del Cecina nel 1966 (Archivio storico del Touring Club Italiano)

La Val di Cecina si estende lungo il corso del fiume Cecina nella parte meridionale della provincia di Pisa fino a lambire alcuni territori delle province di Siena e Grosseto, e si inoltra per un breve tratto nella porzione centrale della provincia di Livorno in prossimità della foce e del tratto terminale del corso d'acqua.
Il territorio risulta prevalentemente collinare in tutto l'entroterra e pianeggiante soltanto in prossimità della foce. Dal punto di vista paesaggistico sono molto suggestivi i ripidi calanchi, noti col nome di Balze di Volterra, che si ritrovano nei pressi dell'omonima cittadina; la zona è ricca sia di fonti geotermiche che si manifestano sotto forma di soffioni boraciferi nell'area attorno alla località di Larderello, sia di due impianti eolici per la produzione di energia, situati nei comuni di Riparbella e Montecatini Val di Cecina al confine con la Valdera.
L'area della Val di Cecina interessa i territori comunali di Castellina Marittima, Riparbella, Casale Marittimo, Guardistallo, Montescudaio, Montecatini Val di Cecina, Volterra, Pomarance, Castelnuovo di Val di Cecina e Monteverdi Marittimo nell'entroterra pisano, alcune porzioni dei comuni di Radicondoli e Casole d'Elsa in provincia di Siena,il comune di Cecina lungo la costa livornese il comune di Bibbona e la frazione Vada del Comune di Rosignano Marittimo. Sommando la popolazione dei comuni che la compongono, la val di Cecina conta circa 72 000 abitanti.
La zona della Val di Cecina che si estende lungo le prime propaggini collinari che digradano verso la Maremma Livornese e la parte centrale della Costa degli Etruschi è denominata anche Maremma Pisana ed interessa i comuni di Castellina Marittima, Riparbella, Montescudaio, Guardistallo, Casale Marittimo e Monteverdi Marittimo.

## L'origine del nome
L'idronimo e toponimo Cecina è di origine etrusca ed è connesso al cognome di una potente gens etrusca originaria di Volterra, i Kaikna (o Ceicna), conosciuti in epoca romana come Caecina e variamente attestati in tutta la Val di Cecina. La terminazione in -na del toponimo e idronimo Cecina dimostrerebbe la derivazione dal nome della gens omonima, e non viceversa, in quanto -na «esprimerebbe la dipendenza e subordinazione del luogo alla gens che vi avrebbe esercitato il suo potere».